# АЕС Латина
АЕС Латина (італ. Centrale elettronucleare Latina) — закрита атомна електростанція в центральній частині Італії. 
Станція розташована в провінції Латіна області Лаціо, в 62 км на південь від Риму. 
Атомна електростанція Латина була закладена в 1958 році, а в 1963 дала перший струм в енергетичну систему країни. На станції був встановлений газоохолоджувальний реактор типу Магнокс. Потужність єдиного за всю історію станції Латина реактора складала 160 МВт при проектній 210 МВт. Таким чином, потужність АЕС Латина ніколи не перевищувала 160 МВт. 
На момент запуску атомна електростанція Латина була найбільшою АЕС у атомній енергетиці Італії і всієї Європи. Однак, на всі сто відсотків реактор ніколи не працював через можливі проблеми із окисленням сталі компонентів реактора при його повному навантаженні.
Атомна електростанція Латина була закрита у 1987 році, через рік після аварії на Чорнобильській АЕС в СРСР, при тому, що термін експлуатації реактора був розрахований як мінімум до 1992 року, без урахування можливих продовжень. А все тому, що в країні був проведений спеціальний референдум з питання роботи атомних електростанцій, що поставив хрест на атомній енергетиці Італії. 
У 2006 році були демонтовані конструкції реакторної будівлі АЕС Латина, у 2008 — знята турбіна, в 2012 — демонтовано сам реактор Магнокс.
У XXI столітті у такої великої економіки світу як Італія немає жодної атомної електростанції

## Інформація про енергоблоки
| Енергоблок | Тип реакторів | Потужність | Потужність | Початок будівництва | Фізпуск    | Підключення до мережі | Введення в експлуатацію | Закриття   |
| Енергоблок | Тип реакторів | Чиста      | Брутто     | Початок будівництва | Фізпуск    | Підключення до мережі | Введення в експлуатацію | Закриття   |
| ---------- | ------------- | ---------- | ---------- | ------------------- | ---------- | --------------------- | ----------------------- | ---------- |
| Латина     | GCR, MAGNOX   | 153 МВт    | 160 МВт    | 01.11.1958          | 27.12.1962 | 12.05.1963            | 01.01.1964              | 01.12.1987 |